# Горний Уразбай
Го́рний Уразба́й (рос. Горный Уразбай, башк. Тау-Ураҙбай) — присілок у складі Благовіщенського району Башкортостану, Росія. Входить до складу Ізяківської сільської ради.
Населення — 23 особи (2010; 20 в 2002).
Національний склад:
- марійці — 80 %